# Principato di Jersika
Il principato di Jersika (in latino Gerzika, terra Lettia; in tedesco Gerzika, Zargrad; in russo Ерсика, Герцике?, Ersika, Gercike e noto anche come Лотыголa, Lotygola) era un principato basso-medievale situato nelle odierne regioni orientali della Lettonia e uno dei maggiori protostati della Lettonia prima delle conquiste tedesche. La capitale del principato era situata su una fortezza di collina a 170 km a sud-est di Riga e 30 ad ovest di Daugavpils.

## Storia
Jersika fu fondata nel X secolo come avamposto del principato di Polack sulla vecchia "via variago-greca". Fu governato da principi cristiani ortodossi del ramo della dinastia rjurikide letgallo-polachiano.
Nel 1209 Visvaldis, il principe di Jersika, fu sconfitto dal vescovo Alberto di Riga e dai Cavalieri portaspada: sua moglie lituana fu fatta prigioniera e lui fu costretto a consegnare il suo regno ad Alberto, il quale lo assimilò ai territori posseduti già dal vescovato di Riga. In cambio, Visvaldis ne ricevette solo una parte a titolo di feudo. Le terre di Autīne e Cesvaine erano andate perdute, ma preservò il comando su Jersika, Mākoņkalns e Naujiene. La carta feudale di Visvaldis è il più antico documento del suo genere sopravvissuto in Lettonia: in essa, Visvaldis è chiamato "re di Jersika" ("Vissewalde, rex de Gercike", in un altro documento anche "Wiscewolodus rex de Berzika").
Nel 1211 la parte di Jersika controllata da Alberto, conosciuta come "Lettia" ("terra, quae Lettia dicitur") fu divisa tra il vescovato di Riga e l'ordine cavalleresco. Nel 1212 Polack cedette i suoi diritti tributari su Jersika a favore del vescovo Alberto. Due anni dopo i tedeschi attaccarono il castello di Jersika e lo saccheggiarono (citato in fonti scritte già nel 1203). La famiglia balto-tedesca degli Uexküll riporta il matrimonio di Conrad Uexküll con la figlia di Visvaldis.
Dopo la morte di Visvaldis nel 1239 il suo feudo passò all'Ordine di Livonia. L'acquisizione del feudo fu suggellata dalla cosiddetta donatio Wiscewolodi. Il territorio fu oggetto di contesa a lungo con i sovrani di Lituania e di Novgorod, che cercarono periodicamente di conquistare il territorio.